# Falanga Libańska
Libańska Partia Socjalno-Demokratyczna lub Kataeb, czyli Falangi Libańskie (arab. Al-Kata’ib al-Lubnanijja) – dawniej organizacja faszyzująca a obecnie konserwatywna libańska partia polityczna, oficjalnie świecka, ale popierana głównie przez maronitów. Kataeb należy do Międzynarodówki Chadeckiej. Przewodniczącym partii jest były prezydent Libanu, Amin al-Dżumajjil, zaś wiceprzewodniczącymi: Szaker Aoun i Sejaan Azzi.

## Początki działalności
Partia założona w 1936 roku przez Pierre’a Dżumajjila była pierwotnie chrześcijańską prawicową organizacją sportowo-paramilitarną. Twórcy Falang inspirowali się działalnością młodzieżowych struktur faszystowskich z Włoch i Hiszpanii. Organizacja zrzeszała głównie maronitów, a jej hasłem naczelnym było „Bóg, Naród, Rodzina”. Sprzeciwiała się wpływom francuskim i panarabskim, stąd też sięgnęła po ideologię fenicjanizmu, podkreślającego odmienne – fenickie korzenie kulturowe i etniczne Libańczyków. Władze kolonialne zdelegalizowały Falangi w latach 1937–1943. Promując maronicki radykalizm była przeciwna syryjskiemu nacjonalizmowi prezentowanym przez Syryjską Partię Socjal-Nacjonalistyczną. W 1949 roku organizacje paramilitarne obu konkurencyjnych ruchów starły się za sobą za pomocą organizacji paramilitarnych. W 1952 r. organizacja ostatecznie przekształciła się w partię polityczną.

## Konflikt z Palestyńczykami
Wobec zagrożenia ze strony zbrojnych organizacji palestyńskich Falangi Libańskie zaczęły zwiększać liczebność swej milicji. Nawiązano również współpracę z Izraelem. W marcu 1970 r. w chrześcijańskim miasteczku Al-Kahala doszło do pierwszej poważniejszej wymiany ognia między członkami Falang a Palestyńczykami. W kwietniu 1975 roku krwawe starcia falangistów z palestyńskimi bojówkami w Bejrucie rozszerzyły się na cały kraj, co doprowadziło do wybuchu wojny domowej w Libanie.

## Wojna domowa
W 1976 roku nastąpiła konsolidacja ugrupowań chrześcijańskich we Froncie Libańskim. Milicje falangistowskie weszły w skład Sił Libańskich. Z powodu konfliktów pomiędzy przywódcami frakcji chrześcijańskich Falangi toczyły krwawe walki z Brygadą Marada oraz podporządkowały sobie siłą milicję „Tygrysów”. 14 września 1982 r. w wyniku zamachu w głównej kwaterze Falang, zginął dowodzący milicją falangistowską Baszir al-Dżumajjil, będący jednocześnie prezydentem elektem Libanu. Mszcząc się za śmierć dowódcy, członkowie Falang uczestniczyli w masakrze w Sabrze i Szatili. Po śmierci Pierre’a Dżumajjila w 1984 r. znaczenie Kataeb zaczęło maleć. W 1991 r. pod wpływem syryjskich nacisków milicje falangistowskie zostały rozwiązane.

## Teraźniejszość
W latach 90. nastąpił kryzys we władzach partii oraz utrata zaufania wśród społeczności chrześcijańskiej. Członkowie partii weszli w skład Zgromadzenia Kurnet Szehwan, utworzonego w 2001 roku. Kataeb należy obecnie do Sojuszu 14 Marca i odzyskuje część dawnych wpływów. Po wyborach w 2009 roku partia posiada 5 deputowanych w Zgromadzeniu Narodowym, są to: Sami al-Dżumajjil, Nadim al-Dżumajjil, Elie Marouni, Fady al-Haber i Samir Saade.